# Franceschino degli Albizzi

Stemma degli Albizzi

Franceschino degli Albizzi (Firenze, prima metà del XIV secolo – Savona, 1348) è stato un poeta italiano, membro della famiglia fiorentina degli Albizzi.

## Biografia
Intimo amico di Francesco Petrarca, che lo ricorda nelle Epistole Familiares, fu da lui tanto apprezzato come poeta da essere omaggiato nel Canzoniere, a fianco di rimatori ben più noti come Guittone d'Arezzo, Cino da Pistoia e Dante. Sulla paternità dell'esigua produzione poetica giunta fino a noi è sorto un equivoco perdurato a lungo e solo di recente risolto dall'acume critico di Daniele Piccini; secondo le convincenti conclusioni del Piccini infatti, la produzione lirica superstite sarebbe da suddividere tra due personaggi distinti ma omonimi, Franceschino di Ricco degli Albizzi e Franceschino di Riccardo degli Albizzi, l'uno nonno, l'altro nipote. Il Franceschino petrarchesco andrebbe dunque riconosciuto nel più giovane dei due. Anche da un punto di vista stilistico i due differiscono notevolmente; di gusto arcaico e siciliano il primo, più aperto alle novità e alle esperienze poetiche recenti il secondo.
Le rime incluse all'interno della Raccolta aragonese sotto il nome di Franceschino degli Albizzi appartengono invece a Franceschino senior.
Trasmise la passione per la poesia a suo figlio Riccardo, epigono tardo-stilnovista. Morì di peste nera a Savona nel 1348 (cfr. Petrarca, "Familiari, VII, xii").